# Gare de Ras El Oued
La gare de Ras El Oued (ou gare de Tixter) est une gare ferroviaire algérienne située sur le territoire de la commune de Tixter, dans la wilaya de Bordj Bou Arreridj.

## Situation ferroviaire
La gare est située dans la ville de Tixter, au nord-est de la commune de Ras El Oued, sur la ligne d'Alger à Skikda où elle est précédée de la gare de Hammam Ouled Yelles et suivie de celle de Bir Aïssa Ayada.

## Service des voyageurs

### Desserte
La gare de Ras El Oued est desservie par les trains régionaux de la liaison Alger  - Sétif.